# Algemesí

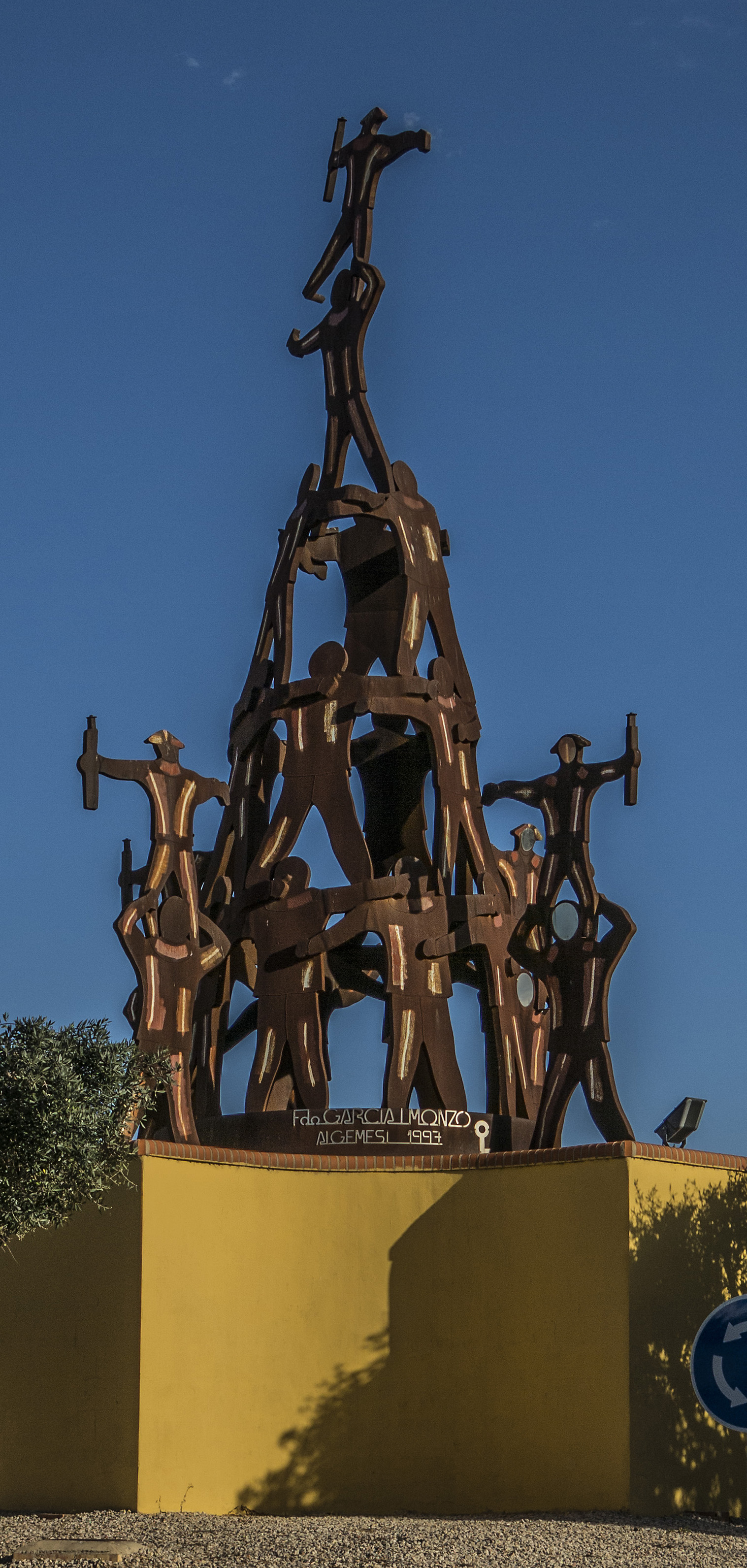
Monument à la muixeranga.

Algemesí (en valencien et en castillan) est une commune de la province de Valence, Communauté valencienne, en Espagne. Elle est située dans la comarque de la Ribera Alta, zone à prédominance linguistique valencienne. Sa population s'élevait à 27 607 habitants en 2016.

## Géographie

Localisation d'Algemesí
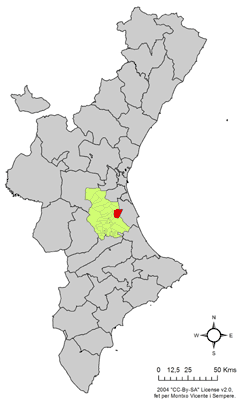
dans la Communauté valencienne.
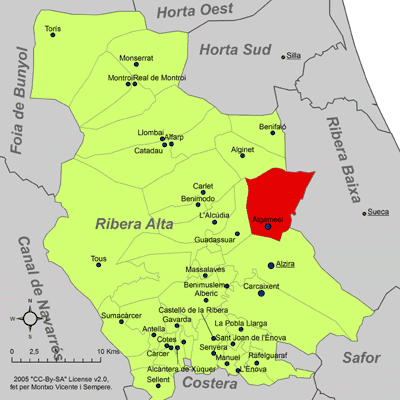
dans la comarque de la Ribera Alta.

La ville d'Algemesí est délimitée au Sud par le Magro, affluent du Júcar appelé localement rambla d'Algemesí.

### Localités limitrophes
Le territoire municipal d'Algemesí est voisin de celui des communes suivantes :
Alginet, Guadassuar, Alzira, Polinyà de Xúquer, Albalat de la Ribera et Sollana, toutes situées dans la province de Valence.

## Histoire

### XIXesiècle
Au début du XIXe siècle, Algemesí était une ville très agricole, comptant environ 8 000 habitants. Il n'y avait qu'une seule paroisse, en plus du couvent dominicain. Elle comptait aussi avec un hôpital, quelques écoles et plusieurs ateliers d'artisans.

### La guerre civile
Pendant la guerre civile espagnole, les registres paroissiaux furent détruits, ainsi que ceux du couvent dominicain.

## Administration
Liste des maires, depuis les premières élections démocratiques.
| Législature | Nom du Maire                 | Parti politique                 |
| ----------- | ---------------------------- | ------------------------------- |
| 1979-1987   | Joan Girbés Masià            | Independents per Algemesí (IPA) |
| 1987-2007   | Emili Gregori Tarazona       | PSPV-PSOE                       |
| 2007-2015   | Vicente Ramón García Mont    | PP                              |
| 2015-2023   | Marta Trenzano Rubio         | PSPV-PSOE                       |
| 2023-act.   | José Javier Sanchis Bretones | PP                              |

## Patrimoine
Basilique mineure Saint-Jacques-Apôtre (es)

### Fêtes
« La fête de « la Mare de Déu de la Salut » d’Algemesí » a été inscrite en 2011 par l'UNESCO sur la liste représentative du patrimoine culturel immatériel de l'humanité.

## Personnalités de la commune
- Onofre Guinovart Escrivà (Algemesí, 1638 - 1718), organiste, maître de chapelle et compositeur de musique baroque
- Joan Cabanilles (Algemesí, 1644 - Valence, 1712), organiste et compositeur de musique baroque
- Josefa Naval Girbés (1820-1893), religieuse laïque membre de l'ordre des Carmes déchaussés séculiers. Elle mena dans sa paroisse une intense activité apostolique et charitable, créant un atelier de broderie pour les jeunes filles qui, à cette occasion, trouvent auprès d'elle une formation académique (lecture et écriture, arithmétique élementale) et en particulier spirituelle et humaine. Durant une épidémie de choléra, elle se dévoua auprès des malades et meurt du choléra le 24 février 1893. Elle est béatifiée le 25 septembre 1988 par Jean-Paul II. Sa dépouille épargnée de la corruption, est exposée dans sa chasse en verre à l'intérieur de la chapelle du Saint-Christ de la basilique Sant Jaume[2].
- Martín Domínguez Barberá (1908-1984), directeur de Las Provincias (1949-1958) et figure de référence du journalisme valencien.

## Sports
Arrivée du Tour d'Espagne :
- 2007 :  Alessandro Petacchi

## Jumelage
- Riom (France)

## Source
- (es) Cet article est partiellement ou en totalité issu de l’article de Wikipédia en espagnol intitulé « Algemesí » (voir la liste des auteurs).